# AACTA Award
L'Australian Academy of Cinema and Television Arts Award, abbreviato in AACTA Award, è un riconoscimento presentato annualmente dall'Australian Academy of Cinema and Television Arts (AACTA). I premi riconoscono l'eccellenza dei professionisti nel settore della cinematografia e della televisione, tra registi, attori e sceneggiatori. È la più prestigiosa cerimonia di premiazione per il cinema e la televisione australiani.
I premi nacquero nel 1958, comprendendo trenta candidature in sei diverse categorie; i premi furono successivamente ampliati nel 1986 per coprire anche il settore televisivo e furono aggiunte delle categorie riguardanti il settore cinematografico.
Fino al gennaio 2012 era conosciuto come Australian Film Institute Award (AFI Award).

## Storia
Gli AACTA Awards, conosciuti precedentemente come gli AFI Awards, sono stai presentati annualmente dalla Australian Film Institute (AFI). Il premio è stato istituito nel 1958 e, fino al 1972, faceva parte del Melbourne International Film Festival. 
La prima cerimonia di premiazione era composta da sette categorie: documentari, educazione, pubblicità, cinema sperimentale, pubbliche relazioni e insegnamento, con l'aggiunta di una categoria con i film e le pellicole non facenti parti delle precedenti sei. 
Tra il 1958 e il 1980, i film sono stati premiati con un riconoscimento in oro, argento o bronzo, o con il Grand Prix, il massimo riconoscimento per una pellicola. Inoltre, i film sono stati premiati anche con medaglie d'oro o d'argento, mentre i film che non hanno ricevuto premi sono stati attestati con una menzione d'onore. Dall'inizio fino al 1968, i film presentati alla cerimonia sono stati solo di genere documentario ed educativo, a causa dei lungometraggi realizzati in Australia, ma nel 1969, Jack and Jill: A Postscript è diventato il primo film, non dei due generi indicati, a essere premiato nell'odierna categoria del miglior film. 
Dal 1971, i premi sono stati consegnati anche a interpreti, registi, sceneggiatori e ai membri dell'équipe varia e a partire dal 1975 è stato adottato anche un premio supplementare in denaro. Dal 1977, ai vincitori nelle categorie dei lungometraggi vengono consegnate le odierne statuette, mentre si dovrà aspettare fino al 1981 per la prima consegna delle statuette ai documentari e ai cortometraggi. Nel 1976 i premi sono stati trasmessi in diretta televisiva sul canale Nine Network presso l'Hotel Hilton di Melbourne. 
Nel 1986 sono state introdotte le categorie televisive.
Il 18 agosto 2011 è stato rivelato il nome della nuova accademia di assegnazione dei premi: Australian Academy of Cinema and Television Arts (AACTA).

## Categorie

### Lungometraggi

#### Australia
- AACTA al miglior film (AACTA Award for Best Film), dal 1958;
- AACTA al miglior regista (AACTA Award for Best Direction), dal 1971;
- AACTA alla miglior attrice (AACTA Award for Best Actress in a Leading Role), dal 1971;
- AACTA al miglior attore (AACTA Award for Best Actor in a Leading Role), dal 1971;
- AACTA al miglior attore non protagonista (AACTA Award for Best Actor in a Supporting Role), dal 1974;
- AACTA alla miglior attrice non protagonista (AACTA Award for Best Actress in a Supporting Role), dal 1976;
- AACTA alla migliore sceneggiatura non originale (AACTA Award for Best Adapted Screenplay), dal 1978;
- AACTA alla migliore sceneggiatura originale (AACTA Award for Best Original Screenplay), dal 1978;
- AACTA alla miglior colonna sonora (AACTA Award for Best Original Music Score), dal 1974;
- AACTA al miglior sonoro (AACTA Award for Best Sound), dal 1977;
- AACTA alla miglior scenografia (AACTA Award for Best Production Design), dal 1977;
- AACTA ai migliori costumi (AACTA Award for Best Costume Design), dal 1977;
- AACTA al miglior montaggio (AACTA Award for Best Editing), dal 1967;
- AACTA alla miglior fotografia (AACTA Award for Best Cinematography), dal 1976;
- AFI Membres' Choice Award (AFI Members' Choice Award), dal 2009.

#### Internazionali
- AACTA al miglior film internazionale (AACTA International Award for Best Film), dal 2012;
- AACTA al miglior attore internazionale (AACTA International Award for Best Actor), dal 2012;
- AACTA alla miglior attrice internazionale (AACTA International Award for Best Actress), dal 2012;
- AACTA al miglior attore non protagonista internazionale (AACTA International Award for Best Actor in a Supporting Role), dal 2013;
- AACTA alla miglior attrice non protagonista internazionale (AACTA International Award for Best Actress in a Supporting Role), dal 2013;
- AACTA al miglior regista internazionale (AACTA International Award for Best Direction), dal 2012;
- AACTA alla miglior sceneggiatura internazionale (AACTA International Award for Best Screenplay), dal 2012.

### Televisione
- AACTA alla miglior serie commedia (AACTA Award for Best Television Comedy Series), dal 2003;
- AACTA alla miglior serie drammatica (AACTA Award for Best Television Drama Series), dal 1991;
- AACTA alla miglior serie per bambini (AACTA Award for Best Children's Television Series), dal 1991;
- AACTA alla miglior serie animata per bambini (AACTA Award for Best Children's Television Animation), dal 2009;
- AACTA alla miglior mini-serie o film per la televisione (AACTA Award for Best Telefeature, Mini Series or Short Run Series), dal 1986;
- AACTA al miglior programma di intrattenimento (AACTA Award for Best Light Entertainment Television Series), dal 2003;
- AACTA alla miglior performance in una serie commedia (AACTA Award for Best Performance in a Television Comedy), dal 2006;
- AACTA al miglior attore in una serie drammatica (AACTA Award for Best Lead Actor in a Television Drama), dal 1986;
- AACTA alla miglior attrice in una serie drammatica (AACTA Award for Best Lead Actress in a Television Drama), dal 1986;
- AACTA al miglior attore non protagonista in una serie drammatica (AACTA Award for Best Guest or Supporting Actor in a Television Drama), dal 2002;
- AACTA alla miglior attrice non protagonista in una serie drammatica (AACTA Award for Best Guest or Supporting Actress in a Television Drama), dal 2000;
- AACTA al miglior regista televisivo (AACTA Award for Best Direction in Television), dal 1986;
- AACTA alla miglior sceneggiatura televisiva (AACTA Award for Best Screenplay in Television), dal 1986.

### Documentari e cortometraggi
- AACTA al miglior documentario lungometraggio (AACTA Award for Best Feature Length Documentary), dal 2009;
- AACTA al miglior cortometraggio documentario (AACTA Award for Best Documentary Under One Hour), dal 2009;
- AACTA alla miglior serie documentario (AACTA Award for Best Documentary Series), dal 2009;
- AACTA al miglior cortometraggio d'animazione (AACTA Award for Best Short Animation), dal 1979;
- AACTA alla miglior serie di cortometraggi (AACTA Award for the Best Short Fiction Film);
- AACTA alla miglior fotografia in un documentario (AACTA Award for Best Cinematography in a Documentary);
- AACTA al miglior regista in un documentario (AACTA Award for Best Direction in a Documentary), dal 1998;
- AACTA al miglior montaggio in un documentario (AACTA Award for Best Editing in a Documentary);
- AACTA alla miglior sceneggiatura in un cortometraggio (AACTA Award for Best Screenplay in a Short Film);
- AACTA al miglior sonoro in un documentario (AACTA Award for Best Sound in a Documentary).

### Premi speciali
- Byron Kennedy Award, dal 1984;
- Raymond Longford Award, dal 1968;
- AACTA al miglior giovane attore (AACTA Award for Best Young Actor), dal 1991;
- AACTA ai migliori effetti speciali (AACTA Award for Best Visual Effects), dal 2006;
- AACTA Screen Content Innovation Award, dal 2009;
- AACTA alla miglior realizzazione televisiva (AACTA Award for Outstanding Achievement in Television Screen Craft), dal 2000;
- AACTA alla miglior realizzazione in un cortometraggio (AACTA Award for Outstanding Achievement in Short Film Screen Craft), dal 2006.

### Premi ritirati
- AACTA al miglior documentario televisivo (AACTA Award for Best Television Documentary);
- AFI Award al miglior documentario sponsorizzato (Australian Film Institute Award for Best Sponsored Documentary), dal 1983 al 1986;
- AFI Award al miglior film sperimentale (Australian Film Institute Award for Best Experimental Film);
- AFI Global Achievement Award, dal 2001 al 2007;
- AFI Award al miglior film straniero (Australian Film Institute Award for Best Foreign Film), dal 1992 al 2004;
- AFI International Award for Excellence in Filmmaking, dal 2005 al 2009;
- AFI Jury Prize, dal 1976 al 1984;
- AFI Award al miglior attore internazionale (Australian Film Institute International Award for Best Actor), dal 2005 al 2010;
- AFI Award alla miglior attrice internazionale (Australian Film Institute International Award for Best Actress), dal 2005 al 2010.